# Balla Balla
Balla Balla (auch: My Baby Baby Balla Balla) ist ein Lied aus dem Jahre 1965, das vor allem in der Version der deutschen Beat-Band Rainbows bekannt ist. Für den englischsprachigen Raum wurde das Lied von Chubby Checker aufgenommen. Dessen Version erschien ebenfalls 1965 bei dem Label Cameo-Parkway. Geschrieben wurde das Lied von Horst Lippok (* 1941), dem Bassisten der Rainbows, und Klaus Lippok (* 1942).

## Text und Musik
Der Text der im deutschsprachigen Raum veröffentlichten Version der Rainbows weist sehr wenig Variationen auf. Er besteht nur aus Wiederholungen der Wortfolgen balla balla und My baby baby balla balla. Dabei wird das Wort Balla im Text insgesamt 64 mal gesungen. Außerdem gibt es Gitarrensoli.
Aufbau des Liedes:
1. Strophe: 5× „My Baby Baby Balla Balla“, beendet mit einem „Huh – Balla Balla“, danach Instrumentalteil
2. Strophe: 15× „Balla“, kurze Pause, nochmals 15× „Balla“, beendet mit einem langgezogenen „Aahhh“
3. und 4. Strophe: siehe 1. Strophe (in der 4. Strophe am Schluss nur „Huh“)

Auf ihrer ersten Single hieß das Lied noch: Balla Balla, heute läuft es unter dem Namen: My Baby Baby Balla Balla. Laut Coveraufdruck der Platte von CBS 2117 wurde das Lied von Horst Lippok, dem Bassisten der Rainbows, geschrieben. Auf Chubby Checkers Platte ist dieser zusätzlich angegeben.
Den Rainbows gelang es nicht, ihr Lied rechtlich zu schützen, so dass sehr viele andere Interpreten sich dies zunutze machten und mit eigenen Versionen dieses kurzzeitig populären Songs auf dem damaligen Plattenmarkt erschienen.
Chubby Checkers Version hat einen längeren Text mit mehr Variationen. Die zusätzlichen Texte wurden von Checker und Lodewijk Post geschrieben.
Die Akkorde folgen dem zwölftaktigen Blues-Schema.

## Erfolg
Die Single der Rainbows erreichte Chartplatzierungen in Deutschland und Österreich. Allein im Weihnachtsgeschäft 1965 wurden 300.000 Exemplare der Single verkauft. Auch in der Schweiz (Charts erst ab 1968) verkaufte die Single sich gut. Auf den Philippinen und in Japan platzierte sich die Single in den Billboard-Charts.

## Das Adjektiv ballaballa
- Siehe Liste geflügelter Worte/B#Balla balla